# Alexander Kanoldt

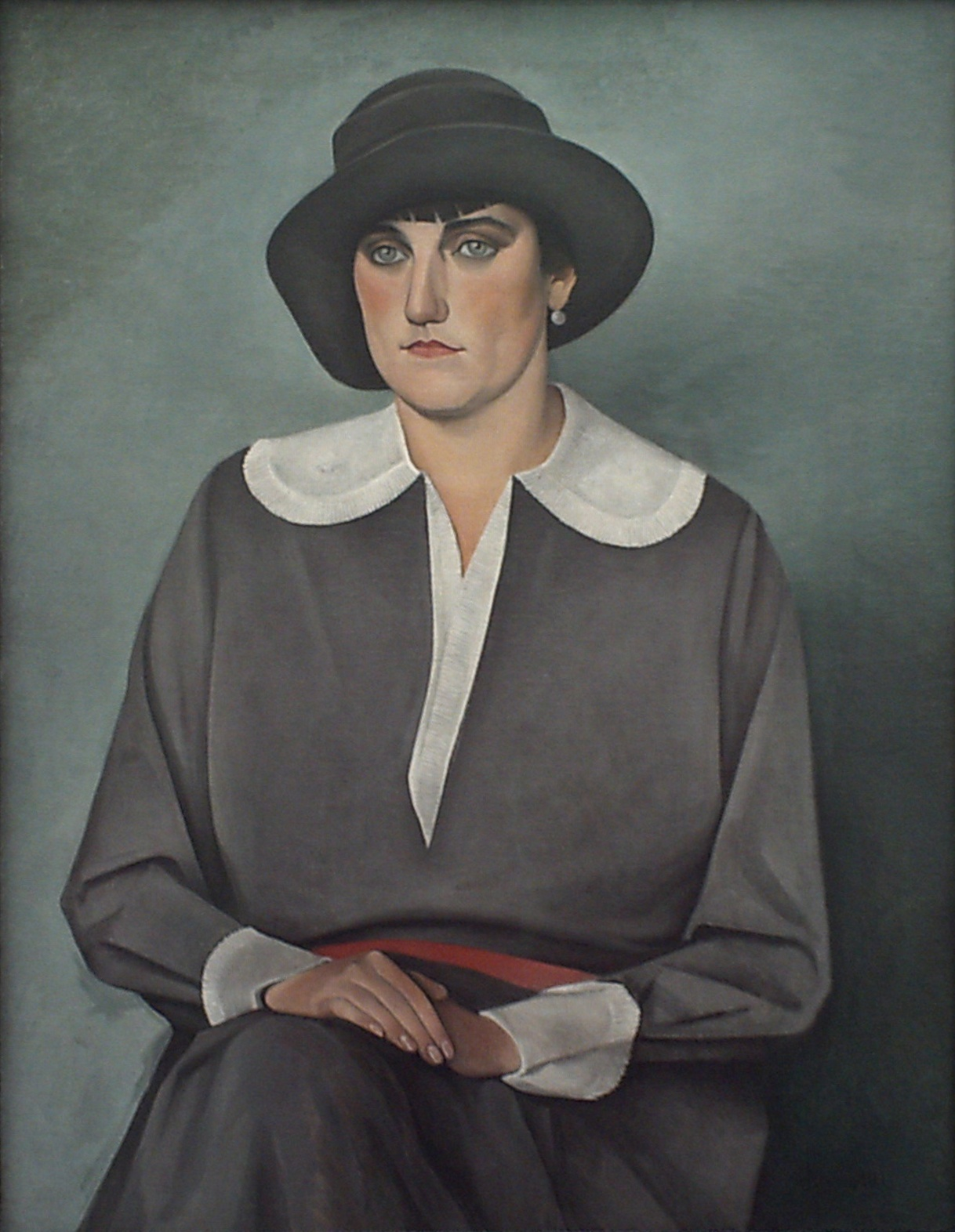
Obra de Alexander Kanoldt

Alexander Kanoldt (Karlsruhe, 29 de septiembre de 1881 – Berlín, 24 de enero de 1939) fue un pintor expresionista alemán, adscrito a la Nueva Objetividad. 
Hijo del pintor nazareno Edmond Kanoldt, después de sus estudios en Karlsruhe se fue a Múnich en 1908, donde se integró en el grupo Neue Künstlervereinigung München (Nueva Asociación de Artistas de Múnich). También fue miembro de la Nueva Secesión de Múnich en 1913. Después del servicio militar en la Primera Guerra Mundial de 1914 a 1918, la obra de Kanoldt mostró la influencia de Derain y del cubismo.
En la década de 1920 desarrolló su estilo más conocido, ligado al realismo mágico, principalmente con naturalezas muertas. También pintó retratos en el mismo estilo severo, así como paisajes de corte geométrico. En 1925 fue nombrado profesor en la Academia de Breslau, cargo que desempeñó hasta 1931. Durante este tiempo entró en conflicto con la facción de la Bauhaus en la Academia, y estaba cada vez más en desacuerdo con la vanguardia. Desde 1933 hasta su dimisión en 1936 fue el director de la Escuela Estatal de Arte de Berlín.
Con el advenimiento del régimen nazi en 1933, Kanoldt intentó pintar en un estilo romántico, pero sin embargo muchas de sus obras fueron incautadas por las autoridades como arte degenerado en 1937. 